# Białobłocie (Grande-Pologne)
Pour les articles homonymes, voir Białobłocie.
Białobłocie (prononciation : [bjawɔˈbwɔt͡ɕe], en allemand : Hüttenbusch) est un  village polonais de la gmina de Lipka dans le powiat de Złotów de la voïvodie de Grande-Pologne dans le centre-ouest de la Pologne.
Il se situe à environ 8 kilomètres à l'est de Lipka (siège de la gmina), 26 km au nord-est de Złotów (siège du powiat), et à 125 km au nord de Poznań (capitale de la Grande-Pologne).

## Histoire
De 1975 à 1998, le village faisait partie du territoire de la voïvodie de Piła.

Depuis 1999, Białobłocie est situé dans la voïvodie de Grande-Pologne.
Le village possède une population de 110 habitants.